# 小早川実義
小早川 実義（こばやかわ さねよし）は、南北朝時代の武将。竹原小早川氏の第6代当主。小早川重宗の嫡男。

## 略歴
観応3年/正平7年（1352年）、観応の擾乱に於いて足利尊氏・義詮方に属して山城国男山（京都府八幡市の石清水八幡宮）八幡合戦に参加。
文和2年/正平8年（1353年）12月、幕府の命令に応え、安芸国入野城（にゅうのじょう）合戦に参加し戦功をあげる。貞治3年/正平19年（1364年）、安芸国西条合戦に於いて討死。

## 関連史料
- 東京帝国大学文学部史料編纂所編『大日本古文書』 家わけ十一ノ一：小早川家文書之1、東京帝国大学、1927年。 NCID BN04860811。OCLC 835258028。全国書誌番号:73018529。NDLJP:1908791
- 東京帝国大学文学部史料編纂所編『大日本古文書』 家わけ十一ノ二：小早川家文書之2、東京帝国大学、1927年。 NCID BN04860811。OCLC 834195954。全国書誌番号:73018529。NDLJP:1908801